# Lịch sử Liverpool F.C.
Lịch sử Câu lạc bộ Bóng đá Liverpool được chia làm ba thời kỳ:
- Lịch sử Liverpool F.C. (1892-1959) – Câu lạc bộ thành lập vào năm 1892 sau khi tách ra từ Everton F.C. và gia nhập Football League vào năm 1893. Huấn luyện viên Tom Watson được bổ nhiệm và giúp câu lạc bộ trải qua thời kỳ thành công đầu tiên khi giành hai chức vô địch quốc gia. Họ giành tiếp hai chức vô địch nữa vào thập niên 1920 và một chức vô địch vào năm 1947. Sau đó đội đi xuống và xuống hạng hai vào năm 1954.
- Lịch sử Liverpool F.C. (1959-1985) – Bill Shankly trở thành huấn luyện viên vào năm 1959 và đưa đội trở lại Hạng nhất. Câu lạc bộ bước vào giai đoạn thành công tiếp theo trong thập niên 1970 và 1980 ở cả trong nước lẫn quốc tế khi nhiều lần vô địch quốc gia và bốn chức vô địch châu Âu.
- Lịch sử Liverpool F.C. (1985-nay) – Sau Thảm họa Heysel năm 1985, các câu lạc bộ Anh bị cấm thi đấu châu Âu cho tới năm 1991. Trong giai đoạn này đội giành ba chức vô địch quốc gia. Tuy nhiên thập niên 1990 chứng kiến câu lạc bộ gặp khó khăn trong việc tìm lại thành công trong kỷ nguyên Premier League. Đỉnh cao nhất mà họ giành được là chức vô địch UEFA Champions League 2005 và 2019.